# Whiskey sour
Whiskey sour là một món cocktail có chứa rượu whisky (thường là rượu bourbon), nước chanh, đường và tùy chọn, một chút lòng trắng trứng hoặc phiên bản thuần chay với aquafaba hoặc chất tạo bọt cocktail. Với lòng trắng trứng, món đôi khi được gọi là Boston sour. Với vài muỗng rượu vang đỏ đậm đặc nổi lên trên, nó thường được gọi là New York chua. Món được lắc và đổ thẳng hoặc dùng đá viên.

## Lịch sử
Đề cập lịch sử lâu đời nhất về whiskey sour được đăng trên tờ báo Wisconsin, Waukesha Plain Dealer, vào năm 1870.
Năm 1962, Universidad del Cuyo xuất bản một câu chuyện, trích dẫn tờ báo Peru El Comercio de Iquique, trong đó chỉ ra rằng Elliott Stubb đã tạo ra "whisky sour" ở Iquique vào năm 1872..  (El Comercio de Iquique được Modesto Molina xuất bản từ năm 1874 đến 1879.)